# Die Peanuts – Der Film
Die Peanuts – Der Film (Originaltitel: The Peanuts Movie) ist ein US-amerikanischer 3D-Animationsfilm. Die Verfilmung der Peanuts-Comicserie wurde von den Blue Sky Studios für 20th Century Fox produziert und kam am 23. Dezember 2015 in die deutschen Kinos. In den USA startete der Film bereits am 6. November. Das Drehbuch wurde von Charles M. Schulz’ Sohn Craig Schulz, seinem Enkel Brian Schulz und von Cornelius Uliano geschrieben, die Regie führte Steve Martino. Für die Stimmen von Snoopy und Woodstock wurde auf Archivaufnahmen von Bill Meléndez zurückgegriffen.

## Handlung
Charlie Brown ist frustriert: trotz großer Bemühungen geht alles schief, was er versucht (Drachen steigen lassen, Baseball und Eishockey). Als „das kleine rothaarige Mädchen“ neu in seine Klasse kommt und mitten im Winter in das Haus auf der anderen Straßenseite zieht, will er sie unbedingt näher kennen lernen.
An „Lucys Psychiaterstand“ lässt er sich beraten, um selbstsicherer zu werden. Mit Hilfe seines Hundes Snoopy bereitet Charlie Brown eine Zauberaufführung für die Talentshow seiner Schule vor, um „das kleine rothaarige Mädchen“ zu beeindrucken. Die Aufführung seiner Schwester Sally wird mit Spott aufgenommen und Charlie Brown opfert die ihm zugeteilte Zeit um ihr bei der Rettung ihrer Aufführung zu helfen.
Danach versucht Charlie Brown mit Hilfe von Snoopy Tanzen zu lernen, um den Wettbewerb beim Wintertanz zu gewinnen und mit „dem kleinen rothaarigen Mädchen“ den Tanz der Sieger tanzen zu dürfen. Seine Vorführung ist erfolgreich – bis er auf einer Pfütze aus verschüttetem Punsch ausrutscht und dabei die Sprinkleranlage in Betrieb setzt, was die Veranstaltung beendet.
Das Glück scheint Charlie Brown gewogen, als er bei einem Literaturprojekt „das kleine rothaarige Mädchen“ als Partnerin zugeteilt bekommt. Er muss jedoch, da „das kleine rothaarige Mädchen“ mehrere Tage in der Schule fehlen wird, um seine kranke Großmutter zu besuchen, den Aufsatz allein schreiben. Entgegen Marcies Rat wählt er Krieg und Frieden als Thema.
In einem Standardtest erreichte Charlie Brown zur Überraschung aller als erster Schüler in der Geschichte der Schule die volle Punktzahl. Er soll auf einer großen Veranstaltung geehrt werden. Doch als er zu seiner Dankesrede ansetzt, bemerkt er entsetzt, dass es nicht sein Test ist, sondern der von Peppermint Patty, die die Antworten zufällig richtig geraten hatte; als seinerzeit beide ihre Namen auf die Tests schreiben sollten, war es zu einer Verwechslung gekommen. Niedergeschlagen gesteht Charlie Brown die Verwechslung. Sein Unglück verschlimmert sich noch, als sein Aufsatz über Krieg und Frieden versehentlich zerstört wird.
Zu Beginn des Frühlings trifft Charlie Brown im Park auf einen kleineren Jungen, der wie vorher er selbst vergeblich versucht einen Drachen steigen zu lassen. Er bietet ihm seine Hilfe an, ist dann aber dennoch überrascht, als der Junge damit Erfolg hat.
Am letzten Schultag werden die Schüler aufgefordert Brieffreunde zu wählen, denen sie im Laufe des Sommers schreiben wollen. Charlie Brown kann sein Glück nicht fassen, als „das kleine rothaarige Mädchen“ ihn auswählt und geht davon aus, dass sie ihn nur aus Mitleid ausgewählt hat, weil ihm niemand anderes schreiben möchte.
Endlich findet er genügend Mut um von Angesicht zu Angesicht mit „dem kleinen rothaarigen Mädchen“ zu sprechen. Von ihren Eltern erfährt er, dass sie gerade in den Bus ins Sommerlager gestiegen ist und er versucht sie noch rechtzeitig zu erreichen. Gerade als er die Hoffnung aufgeben will fällt aus dem „Drachenfressenden Baum“ ein Drache auf den Boden, die Schnur verheddert sich in seinen Beinen, er wird von einer Windbö mitgerissen und fliegt Richtung Schule. Die anderen Kinder laufen Charlie Brown hinterher.
Als Charlie Brown gerade noch rechtzeitig den Schulbus erreicht, fasst er sich endlich ein Herz und fragt „das kleine rothaarige Mädchen“, warum es ihn als Brieffreund ausgewählt hat. Dieses antwortet, dass es ihn wegen seiner selbstlosen Handlungen in den letzten Monaten gewählt hat und lobt ihn als ehrlichen, liebevollen und mitfühlenden Menschen. Nachdem die beiden sich versprochen haben einander zu schreiben, sieht Charlie Brown „dem kleinen rothaarigen Mädchen“ im Bus hinterher. Währenddessen gratulieren ihm seine Freunde und umarmen ihn.
In einer Parallelhandlung des Films findet Snoopy eine Schreibmaschine und versucht, inspiriert durch das Flugmodell eines Dreideckers von Linus einen Roman zu schreiben. Er handelt vom heldenhaften Kampf eines Fliegerasses (Snoopy) während des Ersten Weltkriegs gegen den „Roten Baron“ Manfred von Richthofen um Fifi, die Liebe seines Lebens. Mit Unterstützung seines Freundes Woodstock, eines kleinen gelben Vogels, träumt er sich in seine Geschichte.

### Besonderheiten
Im Film sieht man bei Zeitindex 0:41:33 als verstecktes Easter Egg den vollständigen Namen des kleinen rothaarigen Mädchens, welcher in den Comics nie preisgegeben wird. Es heißt im Film Heather Wold.
Außerdem ist hier auch der richtige Name von Peppermint Patty zu sehen (Patricia Reichardt).

## Synchronisation
Für Buch und Regie der Synchronisation zeichnet Marius Clarén verantwortlich. Sein Sohn Cosmo Clarén spricht die deutsche Stimme von Charlie Brown. Die Synchronisation wurde produziert von RC Production Kunze & Wunder GmbH & Co. KG, Berlin.
| Rolle                                      | Originalsprecher                | Deutsche Sprecher               |
| ------------------------------------------ | ------------------------------- | ------------------------------- |
| Charlie Brown                              | Noah Schnapp                    | Cosmo Clarén                    |
| Lucy van Pelt                              | Hadley Belle Miller             | Sarah Kunze                     |
| Snoopy                                     | Bill Meléndez (Archivaufnahmen) | Bill Meléndez (Archivaufnahmen) |
| Woodstock                                  | Bill Meléndez (Archivaufnahmen) | Bill Meléndez (Archivaufnahmen) |
| Fifi                                       | Kristin Chenoweth               | Kristin Chenoweth               |
| Pig-Pen                                    | AJ Teece                        | Jaro Haggege                    |
| Schroeder                                  | Noah Johnston                   | Juri Winkler                    |
| Peppermint Patty                           | Venus Schultheis                | Lotta Stüber                    |
| Linus van Pelt                             | Alexander Grafin                | Oliver Szerkus                  |
| kleines rothaariges Mädchen (Heather Wold) | Francesca Capaldi               | Heda Erlebach                   |
| Frieda                                     | Francesca Capaldi               | Sarah Josse                     |
| Franklin Armstrong                         | Mar Mar                         | Simon Kunze                     |
| Sally Brown                                | Mariel Sheets                   | Paulina Hasper                  |
| Marcie                                     | Rebecca Bloom                   | Nisha Wunder                    |
| Shermy                                     | William Alexander Wunsch        | Matthis Schmidt-Foß             |
| Patty                                      | Anastasia Bredikhina            | Xara Eich                       |
| Violet Gray                                | Madisyn Shipman                 | JoJo Putiloff                   |
| Miss Othmar (bla-bla Stimme)               | Troy Andrews                    | Troy Andrews                    |
| kleines Kind                               | Micah Revelly                   | Vicco Clarén                    |

Es wurden keine neuen Figuren eingeführt, es kamen nur die vor, die aus den Comics bekannt sind. Andere Charaktere im Film sind Snoopys Bruder Olaf und eine Gruppe von Beagle Scouts (bestehend aus Woodstocks Freunden).

## Produktion
Im Jahr 2006, sechs Jahre nach der Veröffentlichung des letzten originalen Peanuts-Comics, hatte Craig Schulz die Idee, einen Kinofilm über die Peanuts zu machen. Im Oktober 2012 wurde schließlich bekannt, dass ein 3-D-Kinofilm der Peanuts geplant ist, der von den Blue Sky Studios produziert werden soll. Am 18. März 2014 wurde der erste Trailer veröffentlicht.

## Musik
Der Soundtrack wurde von Christophe Beck geschrieben und enthält mehr Orchestermusik, als es bei früheren Peanuts-Filmen der Fall war. Der Titelsong Better When I’m Dancing wurde von Meghan Trainor geschrieben und gesungen.

## Veröffentlichung
Der Film sollte eigentlich am 25. November 2015 in die US-amerikanischen Kinos kommen, wurde in Amerika jedoch auf den 6. November 2015 vorverlegt. In Deutschland gelangte der Film am 23. Dezember 2015 in die Kinos.

## Rezeption

### Kritik
Für Oliver Kaever (Spiegel Online) sind „Slapstick-Sequenzen und simple Botschaften vorherrschend“. Er vermisst das Spröde von Charlie Brown, wie man es ursprünglich aus der Feder von Charles M. Schulz kannte. Die Blue Sky Studios hätten die Chance versäumt zu zeigen, dass sie neben Animationsfilmen für Kinder wie Ice Age oder Rio auch vielschichtigere Stoffe inszenieren können. So setze Regisseur Steve Martino eher den Charakter, den die Comicfigur Charlie Brown nach dem Ende der 60er Jahre entwickelte, als er zum weltweiten Massenphänomen wurde und einiges von seinem entlarvenden Humor einbüßte, im Film um. Auch Lars von Törne (Tagesspiegel) erwartet Probleme bei der Zuschauerbegeisterung, denn einerseits sei die „Story voller klassischer Motive“ und andererseits herrsche eine „eher plastische, teils plastikhafte Ästhetik der Figuren“, die in die einfache Unterhaltung von Action-Sequenzen abrutscht. Es wird als unklar angesehen, ob der Schritt in die 3D-Umsetzung dem Werk in seiner Gesamtheit gerecht wird.

### Auszeichnungen
Von der Deutschen Film- und Medienbewertung wurde Die Peanuts – Der Film mit dem Prädikat besonders wertvoll versehen. In der Jury-Begründung heißt es: „Die Filmemacher haben all das, was den Reiz der Peanuts ausmacht, in diese behutsame Modernisierung integriert und sie so in das 21. Jahrhundert hinübergerettet.“
Der Film wurde unter anderem in der Kategorie bester Animationsfilm bei den Golden Globe Awards im Januar 2016 nominiert.